# Association Sportive Madinet d'Oran
O Association Sportive Madinet d'Oran é um clube de futebol com sede em Oran, Argélia. A equipe compete no Campeonato Argelino de Futebol.

## História
O clube foi fundado em 1933.